# Pyren
Pyren je polycyklický aromatický uhlovodík (PAU), jehož molekula se skládá ze čtyř spojených benzenových kruhů v plochém aromatickém systému. Tato bezbarvá pevná látka je nejmenším těsně propojeným polycyklickým aromatickým uhlovodíkem – takovým, kde jsou benzenová jádra spojena více než jednou stranou. Pyren vzniká při nedokonalém spalování organických sloučenin.

## Použití
Využití nachází v biochemickém výzkumu – jeho deriváty se používají jako molekulární sondy ve fluorescenční mikroskopii. Používá se také jako výchozí materiál při výrobě barviv a může sloužit jako donor elektronů čímž zvyšuje tmavost tuhy.

## Výskyt a reaktivita
Pyren byl poprvé izolován z uhelného dehtu, ve kterém tvoří až 2 % (hmotnostní). Jakožto PAU s těsně propojenými benzenovými jádry je pyren mnohem více rezonančně stabilizován než jeho izomer fluoranthen s pětičlenným kruhem. Proto vzniká za širšího rozsahu podmínek spalování. Například automobily produkují přibližně 1 μg/km.
Oxidace chromanem poskytuje perinaftenon a následně kyselinu naftalen-1,4,5,8-tetrakarboxylovou. Podléhá sérii hydrogenačních reakcí a je citlivý na halogenaci, Dielsovy–Alderovy adice a nitraci, vždy s proměnným stupněm selektivity.

## Bezpečnost
Přestože pyren není tak problematický jako benzo(a)pyren, studie prováděné na zvířatech ukázaly jeho toxicitu pro ledviny a játra. Také dráždí kůži a může způsobovat její chronické odbarvení.